# Djoièzi
Djoièzi är en ort på ön Mohéli på Komorerna. Den hade 2 096 invånare år 2003.